# Catostomus conchos
Catostomus conchos е вид лъчеперка от семейство Catostomidae. Видът е уязвим и сериозно застрашен от изчезване.

## Разпространение
Разпространен е в Мексико.